# 普林斯頓 (印地安納州)
普林斯頓（英語：Princeton）是一個位於美國印地安納州吉布森縣的城市。根據2010年美國人口普查，該地人口為8,644人，而該地的面積約為13.11平方千米。同時該地也是吉布森縣的縣治。

## 地理
普林斯頓的座標為38°23′13″N 87°34′14″W / 38.38694°N 87.57056°W，而該地的平均海拔高度為130米（即430英尺）。